# Dorstenia petraea
Dorstenia petraea là một loài thực vật có hoa trong họ Moraceae. Loài này được C.Wright ex Griseb. mô tả khoa học đầu tiên năm 1866.